# Miguel M. Acosta Guajardo
Miguel M. Acosta Guajardo (Chihuahua, Chihuahua; 16 de septiembre de 1891 - Ciudad de México, 1 de abril de 1947) fue un militar mexicano que participó en la Revolución mexicana.

## Inicios
Nació en la ciudad de Chihuahua, Chihuahua el 16 de septiembre de 1891. Fue hijo de Domingo Acosta y de Ifigenia Guajardo; se crio en Múzquiz, Coahuila; donde cursó sus primeros estudios y luego se trasladó a trabajar a la Huasteca Potosina. Militó en las fuerzas antirreeleccionistas; el 15 de febrero de 1911 se pronunció a favor del Plan de San Luis, organizando y encabezando un grupo rebelde. Se mantuvo en las armas en la región de las Huastecas, ocupando diversos pueblos como Tamazunchale, San Luis Potosí; San Martín Chalchicuautla y Tantoyuca, en Veracruz y Huejutla, Hidalgo entre otros. Al triunfo maderista permaneció en las Huastecas, pero en febrero de 1912 fue incorporado al Cuerpo de Caballería Auxiliar del Estado de Coahuila, al mando de su tío, el Coronel Luis Alberto Guajardo, fuerza que dependía del gobernador de la entidad, Venustiano Carranza, y que fue enviada a combatir a los orozquistas. Libró con éxito varios ataques en los estados de Durango, Coahuila y Zacatecas, y fue ascendido a Capitán primero el 16 de octubre de 1912 al derrotar al Jefe orozquista “Cheche” Campos en la Mesa del Razo, Zacatecas. Derrotado el orozquismo permaneció en las fuerzas regionales de Coahuila.

## Carrancismo y revolución
No reconoció al gobierno huertista y fue a combatirlo al estado de San Luis Potosí, fue hecho prisionero por las fuerzas federales pero logró escapar, después de lo cual se presentó ante Venustiano Carranza en Hermosillo, Sonora, quién lo comisionó al Cuerpo del Ejército del Noroeste, al mando del General Álvaro Obregón; ahí operó desde el 15 de noviembre de 1913. El 9 de enero de 1914 fue ascendido a teniente coronel de Caballería. Más tarde, operó a las órdenes de Lucio Blanco, quién lo designó Segundo Jefe de las fuerzas de Caballería; participó en la conquista del estado de Sinaloa y del entonces territorio de Tepic. En junio de 1914 tomó el mando de la división de Caballería e inició el avance sobre el estado de Jalisco, participando en la Batalla de Venta-Orendáin-El Castillo, la que marcó la derrota del Ejército Federal en Occidente, comandada por el divisionario José María Mier. Miguel M. Acosta continuó su avance al centro del país; con la División de Caballería de Lucio Blanco ocupó en julio de 1914 La Piedad, Michoacán y Pénjamo e Irapuato, Guanajuato. En agosto se reunió en la ciudad de Querétaro con los cuerpos del Noroeste y del Noreste, y el 9 de agosto llegó al pueblo de Teoloyucan, México en donde el Ejército Federal se rindió y firmó los tratados de Paz que llevan el mismo nombre del pueblo, Tratados de Teoloyucan. El 15 de agosto de 1914, el cuerpo de Ejército del Noroeste entró triunfante a la Ciudad de México, y a Acosta se le asignó cubrir los municipios de Tlalpan, Xochimilco, San Ángel y Coyoacán. Fue representado en la Convención de Aguascalientes por el Coronel Samuel C. Vázquez. Permaneció fiel a Venustiano Carranza y a finales de noviembre de 1914, al sobrevenir la Guerra contra Francisco Villa, fue designado por Álvaro Obregón como Jefe de la División de Caballería, en sustitución de Lucio Blanco. En abril y mayo de 1915 participó en las batallas contra fuerzas villistas en el Bajío y Aguascalientes. En octubre y noviembre formó parte de la División Expedicionaria del Noroeste que combatió a las Fuerzas de José María Maytorena y Francisco Villa en Sonora. El General Acosta fue nombrado comandante militar de la Capital Sonorense, participando más tarde en la Campaña contra los indios Yaqui. En abril de 1916 fue designado Jefe de Operaciones en los distritos 5.º. y 10.º. del estado de Jalisco, obteniendo el Grado de General de Brigada. En octubre de 1917 fue enviado a las huastecas a combatir a los cedillistas, asignándosele la Jefatura de operaciones militares de la región en 1918. En 1919 ocupó este cargo en el estado de Michoacán, y más tarde fue enviado a Chihuahua, bajo las órdenes de Manuel M. Diéguez, donde permaneció hasta abril de 1920.

## Últimos años
El 21 de octubre de 1923 fue ascendido a divisionario, pues combatió con éxito el delahuertismo. Oficial Mayor de la Secretaría de Guerra y Marina; de noviembre de 1925 a octubre de 1927 fue director del Colegio Militar; combatió al movimiento escobarista en el estado de Veracruz, donde en marzo de 1929 fue nombrado jefe de operaciones militares del estado de Veracruz, cargo que desempeñó hasta noviembre de 1931. Más tarde fue Jefe de la Guarnición en la Ciudad de México. Durante la presidencia de Abelardo L. Rodríguez fue designado secretario de Comunicaciones y Obras Públicas.
Murió en la Ciudad de México el 1 de abril de 1947.